# Tourville-sur-Sienne
Tourville-sur-Sienne  là một xã thuộc tỉnh Manche trong vùng Normandie tây bắc nước Pháp. Xã này nằm ở khu vực có độ cao trung bình 61 mét trên mực nước biển.